# Meike de Vlas
Meike de Vlas, née le 5 septembre 1942 à Ameland et morte le 8 octobre 2022, est une rameuse néerlandaise. Elle est la femme du rameur Hadriaan van Nes et la mère de la rameuse Eeke van Nes.
Elle remporte aux Championnats d'Europe d'aviron 1964 à Amsterdam la médaille d'argent en skiff,.